# متحلزة
المتحلزة هي جنس من فصيلة الخوتعيات من رتبة ذوات الجناحين (الذباب). يشار إلى المتحلزة عادة باسم دودة العالم الجديد الحلزونية. 
الأنواع الأربعة في هذا جنس هي:
- متحلزة آكلة للبشر
- متحلزة ألدريشية
- متحلزة القصاب
- متحلزة صغرى

المتحلزة الآكلة للبشر هي الدودة الحلزونية الأكثر شهرة لأن يرقاتها تسبب داء النغف وتتغذى على الأنسجة الحية. هذه التغذية تسبب آفات تشبه جيب عميقة في الجلد والتي تكون ضارة جداً لجسم المضيف الحيواني. متحلزة القصاب تعرف باسم الدودة الحلزونية الثانوية وذلك لأن يرقاتها تسبب أيضاً داء النغف ولكن تتغذى فقط على الأنسجة الميتة. هذا النوع مهم في الطب الشرعي لأنه غالباً ما ترتبط مع جثث الموتى والذبائح. كلاً من المتحلزة الآكلة للبشر ومتحلزة القصاب تزدهر في المناطق الدافئة الاستوائية.